# Petrocodon integrifolius
Petrocodon integrifolius är en tvåhjärtbladig växtart som först beskrevs av Ding Fang och L. Zeng, och fick sitt nu gällande namn av A. Weber och Mich. Möller. Petrocodon integrifolius ingår i släktet Petrocodon och familjen Gesneriaceae. Inga underarter finns listade i Catalogue of Life.